# Flottille de Tonkin
La flottille de Tonkin, est une formation de marine fluviale de la marine nationale française composée d'avisos et de canonnières créée à l'été 1883 pour surveiller les cours d'eau du Tonkin et du delta du Fleuve Rouge, pendant la période qui précède le déclenchement des hostilités et la guerre franco-chinoise (août 1884–avril 1885). Elle participa, entre autres, à la bataille de Palan.

## Forces navales françaises en Extrême-Orient
La fin du XIXe siècle voient une forte concentration de navires français en Asie de l'Est depuis la Seconde guerre de l'opium et la conquête de l'Indochine française. Au 1er août 1883, la marine française dispose des formations suivantes, les deux divisions sous-cités formant en 1884 l'escadre d'Extrême-Orient : 
- Division navale des mers de Chine et du Japon : 2 cuirassés  2 croiseurs, 2 avisos, 1 canonnière
- Division navale des côtes du Tonkin :  2 cuirassés  2 croiseurs
- Flottille de Tonkin : 1 aviso, 5 canonnières, 4 chaloupes-canonnières
- Station navale de Cochinchine : 1 canonnière, 3 chaloupes-canonnières

Au déclenchement de la seconde guerre mondiale en 1939, les formations alors présentes sont :
- Forces navales en Extrême-Orient (FNEO) : 2 croiseurs, 1 sous-marin
- Marine Indochine : 1 pétrolier, des canonnières fluviales, des navires hydrographiques et d'autres petits bâtiments

## Ordre de bataille
Au 1er août 1883, la toute nouvelle flottille de Tonkin disposait des navires suivant :
- Aviso :
  - Pluvier (Aviso à roues en service de 1880 à 1898, 50 m de long, 500 t. déplacement, 2 bouches à feu, de 2 canons revolver dans sa hune de misaine[2])
- Canonnières
  - Éclair
  - Fanfare (Brick-goélette à deux mâts de classe Chacal en service de 1869 à 1890, 43,45 m de long, 500 t. de déplacement[3])
  - Léopard
  - Surprise
  - Trombe
- Chaloupes-canonnières :
  - Carabine
  - Hache  (Chaloupe-canonnière ex-no 32 de classe Hache en service de 1863 à 1886, 26,3 m de long, 95 t. de déplacement, 1 canon de calibre 16 cm et un de 4 cm[4])
  - Massue (ex-no 36 de classe Hache en service de 1863 à 1887)
  - Yatagan (ex-no 39 de classe Hache en service de 1863 à 1889)

## Vaisseaux de la flottille de Tonkin

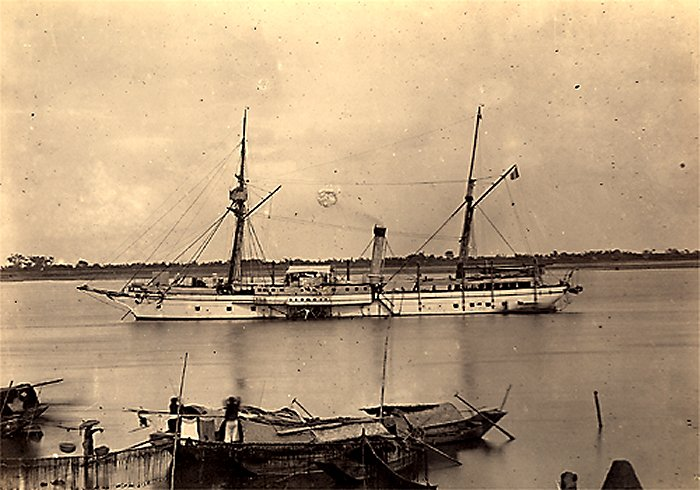
Pluvier
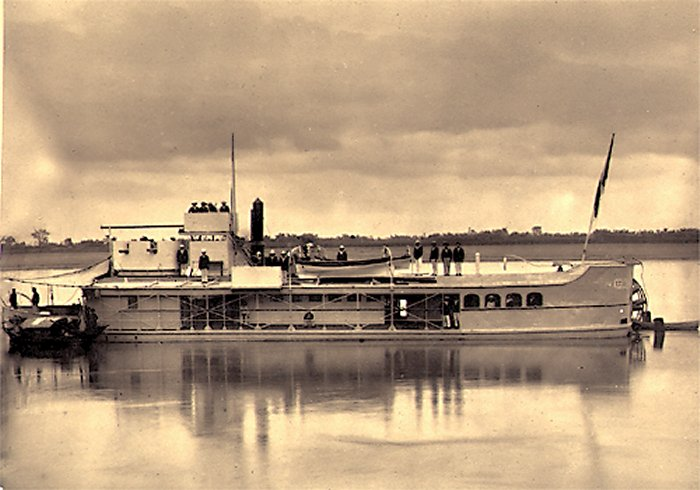
Éclair
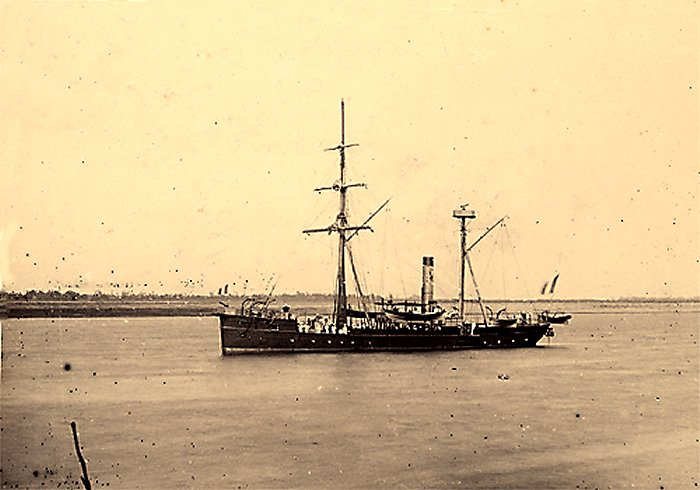
Fanfare
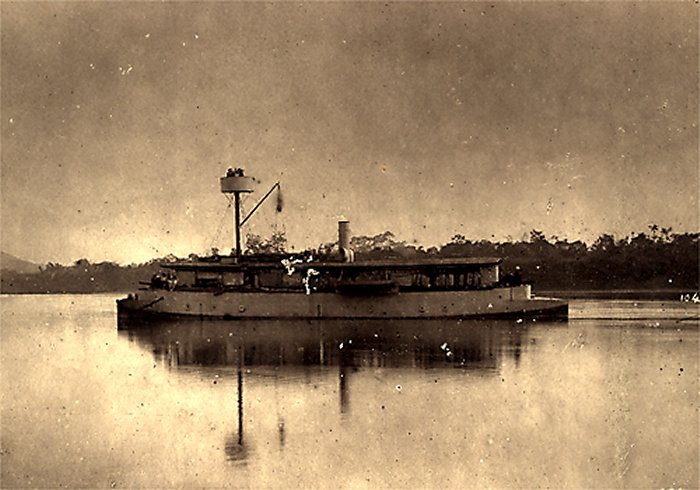
Mutine
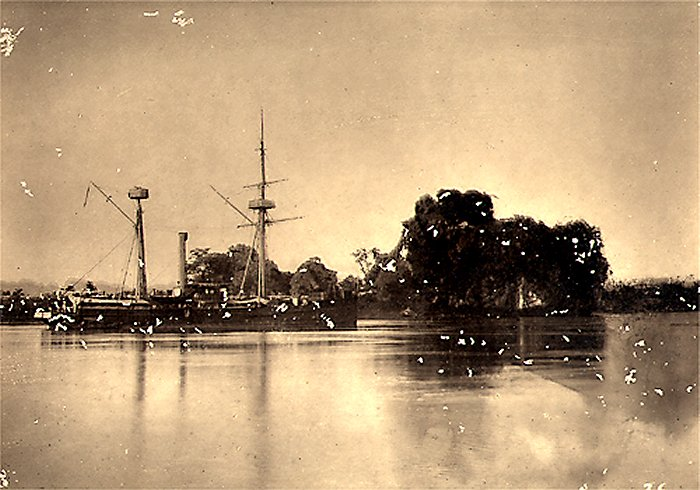
Surprise
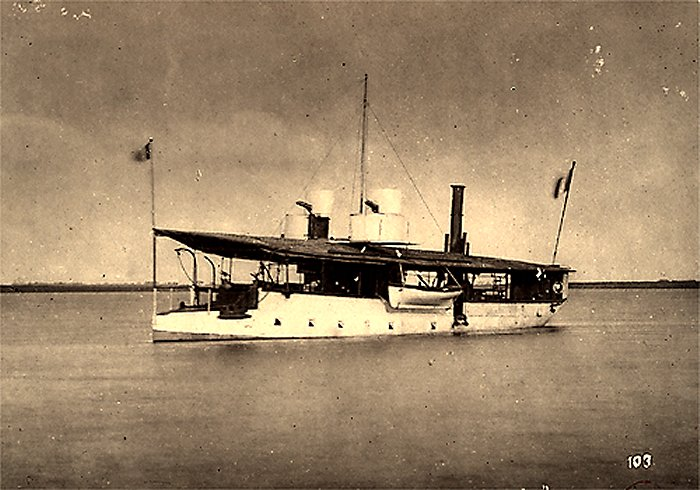
Yatagan

### Sources et bibliographie
- Maurice Loir, L'escadre de l'amiral Courbet, Paris, 1886
- Maurice Rollet de l'Isle, Au Tonkin et dans les mers de Chine, Paris, 1886 (lire en ligne)
- L. Huard, La guerre du Tonkin, Paris, 1887
- L. Huguet, En colonne : souvenirs d'Extrême-Orient, Paris, 1888
- J. Lecomte, La vie militaire au Tonkin, Paris, 1893
- J. Lecomte, Lang-Son : combats, retraite et négociations, Paris, 1895
- T. Cahu, L'amiral Courbet en Extrême-Orient: notes et correspondance, Paris, 1896
- Émile Duboc, Trente cinq mois de campagne en Chine, au Tonkin, Paris, 1899
- Vice-amiral de Marolles, La dernière campagne du Commandant Henri Rivière, Paris, 1932
- Auguste Thomazi, Histoire militaire de l'Indochine français, Hanoï, 1931
- Auguste Thomazi, La conquête de l'Indochine, Paris, 1934